# Giáo hoàng Gioan Phaolô I
Giáo hoàng Gioan Phaolô I (Latinh: Ioannes Paulus PP. I, tiếng Ý: Giovanni Paolo I, tên khai sinh là Albino Luciani, 17 tháng 10 năm 1912 – 28 tháng 9 năm 1978) là vị Giáo hoàng thứ 263 của Giáo hội Công giáo Rôma, đồng thời là nguyên thủ Thành quốc Vatican. Ông ở ngôi từ ngày 26 tháng 8 năm 1978 cho đến khi qua đời 33 ngày sau đó. Ông là vị giáo hoàng đầu tiên sinh ra trong thế kỷ XX. Triều đại của ông là một trong những triều đại ngắn nhất trong lịch sử của các Giáo hoàng, dẫn đến Năm của ba giáo hoàng, điều mà lần đầu tiên đã được xuất hiện vào năm 1605. Giáo hoàng Gioan Phaolô I là vị giáo hoàng sinh ra ở Ý có triều đại gần đây nhất, vốn khởi đầu từ Giáo hoàng Clêmentê VII vào năm 1523.
Ông được tuyên bố là một Tôi tớ Chúa bởi người kế nhiệm ông, Giáo hoàng Gioan Phaolô II, vào ngày 23 tháng 11 năm 2003, bước đầu tiên trên con đường dẫn tới việc tuyên thánh. Giáo hoàng Phanxicô đã khẳng định đức tính anh hùng của người tiền nhiệm Gioan Phaolô I vào ngày 8 tháng 11 năm 2017, công bố quyết định của Giáo hoàng Phanxicô, công nhận Giáo hoàng Gioan Phaolô I là Đấng đáng kính, bậc thứ hai trên con đường Tuyên Thánh của Giáo hội Công giáo Rôma. Ông đã được cử hành nghi thức tôn phong tước hiệu Chân phước của Giáo hội Công giáo Rôma vào ngày 3 tháng 9 năm 2022.
Trước khi Mật nghị Hồng y tháng 8 năm 1978, hồng y Luciani bày tỏ mong muốn không được chọn và nói với những người tân cận với ông rằng ông sẽ từ chối chức vụ giáo hoàng nếu được bầu, nhưng sau khi các hồng y đã chọn ông, ông cảm thấy có nghĩa vụ phải đáp lại yêu cầu này bằng tiếng "có". Ông là vị giáo hoàng đầu tiên có một cái tên kép, ông chọn "Gioan Phaolô" để vinh danh hai người tiền nhiệm trước của mình là Giáo hoàng Gioan XXIII và Phaolô VI. Vị giáo hoàng giải thích rằng ông đã mắc nợ hai giáo hoàng này vì họ đã lần lượt lựa chọn ông ông trở thành một giám mục và sau đó là hồng y. Hơn nữa, ông là vị giáo hoàng đầu tiên tự bổ sung số "I", tự cho mình là "Người đầu tiên".
Hai người kế nhiệm ông liền kề là Gioan Phaolô II và Biển Đức XVI đã nhớ lại những phẩm chất ấm áp của vị giáo hoàng sau này trong một số dẫn chứng. Ở Ý, ông được nhớ đến với những lời thỉnh nguyện của "Il Papa del Sorriso" ("Vị giáo hoàng của nụ cười") và "Il Sorriso di Dio" (Nụ cười của Chúa). Tạp chí Time và các ấn phẩm khác đã đề cập đến ông với tên gọi Giáo hoàng tháng 9. Ông cũng được biết đến ở Ý là "Papa Luciani". Tại thị trấn Canale d'Agordo nơi ông sinh ra, có một viện bảo tàng đã được xây dựng và được đặt tên ông, dành cho cuộc đời của ông và triều đời giáo hoàng ngắn ngủi của ông.

## Niên thiếu và tu tập

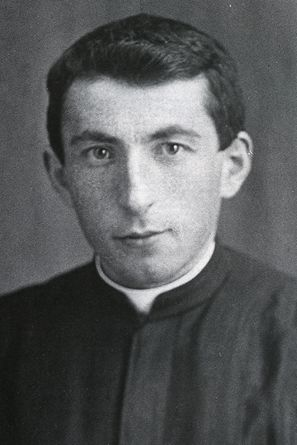
Chủng sinh Luciani năm 1936

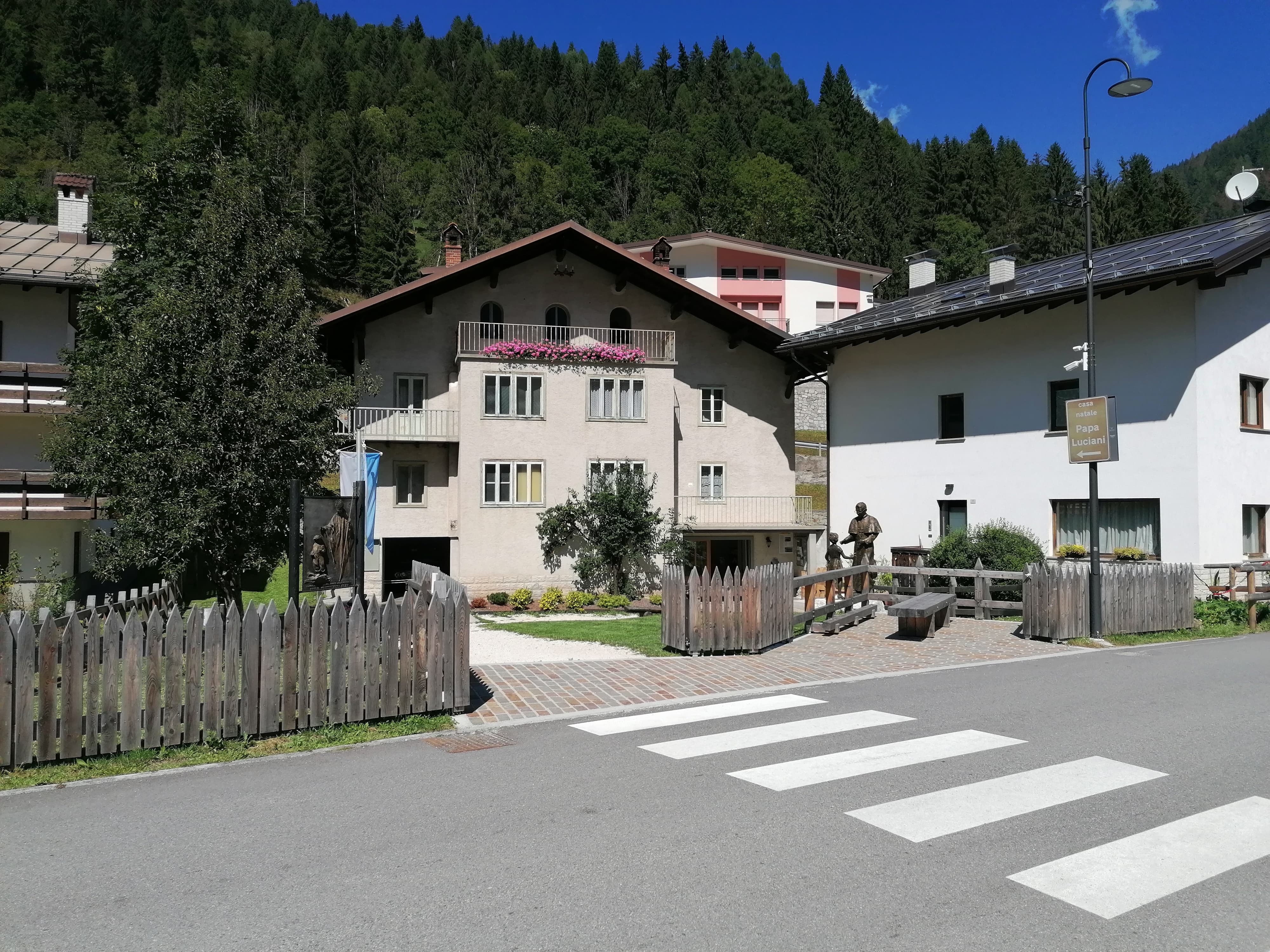
Nơi sinh của Albino Luciani

Albino Luciani sinh ngày 17 tháng 10 năm 1912 tại Forno di Canale (Canale d'Agordo), Belluno, một tỉnh thuộc vùng Veneto, miền bắc nước Ý. Ông là con của Giovanni Luciani (khoảng 1872-1952), một thợ xây, và bà Bortola Tancon (khoảng 1879-1947). Albino có hai người em sinh sau đó, Federico (1915-1916) và Edoardo (1917-2008) và một em gái, Antonia (1920-2010). Ông được Rửa tội vào ngày ông sinh ra bởi bà mụ, vì cho rằng cậu bé vừa sinh có nguy cơ tử vong và các nghi thức chính thức, đầy trang trọng của nghi thức Rửa tội được làm lại, chính thức hóa trong nhà thờ giáo xứ hai ngày sau đó.
Luciani là một đứa trẻ nghịch ngợm và năm cậu mười tuổi, năm 1922, cậu bé Luciani rất kinh ngạc khi một thầy tu dòng Capuchin đến làng của mình để rao giảng các bài thuyết giảng Mùa Chay. Từ lúc đó, cậu quyết định rằng ước muốn của mình rằng sẽ trở thành một linh mục và cậu đã đến gặp cha mình để xin phép từ ông. Cha Luciani đồng ý và nói với ông: "Cha hy vọng khi trở thành linh mục, con sẽ ở bên cạnh những người lao động, vì chính Chúa Kitô sẽ ở bên họ".
Luciani vào chủng viện nhỏ của Feltre vào năm 1923, nơi mà các giáo sư của ông đã đánh giá chủng sinh này là "đầy sinh khí", và sau đó tiếp tục con đường tu học bằng cách gia nhập Đại chủng viện Belluno. Trong thời gian lưu trú tại Belluno, Luciani đã cố gắng gia nhập Dòng Tên, nhưng bị phủ nhận bởi giám đốc chủng viện là Giám mục Giosuè Cattarossi.

## Truyền chức linh mục và giảng dạy
Nhậm chức linh mục vào ngày 7 tháng 7 năm 1935, Luciani sau đó làm linh mục phó tại quê hương Forno de Canale trước khi trở thành giáo sư và Phó giám đốc chủng viện Belluno năm 1937. Trong số các lĩnh vực khác nhau, linh mục Luciani đã giảng dạy thần học và thần học luân lý, giáo luật và nghệ thuật thánh.
Năm 1941, Luciani bắt đầu nghiên cứu để trở thành Tiến sĩ Thần học tại Đại học Gregorian Pontifical. Điều này đòi hỏi ít nhất một năm theo học tại Rome. Tuy nhiên, cấp trên của chủng viện Belluno muốn ông tiếp tục giảng dạy trong khi theo học nghiên cứu tiến sĩ của mình. Tình hình phức tạp này đã được giải quyết bởi Giáo hoàng Piô XII vào ngày 27 tháng 3 năm 1941. Luận án của linh mục Luciani (Nguồn gốc của linh hồn con người theo Antonio Rosmini) phần lớn đã tấn công nền thần học của Rosmini và ông đã đậu văn bằng tiến sĩ vào năm 1947.
Năm 1947, ông được bổ nhiệm làm Chưởng ấn cho giám mục Girolamo Bortignon, OFM Cap, giám mục của giáo phận Belluno. Năm 1954, ông được bổ nhiệm làm tổng đại diện giáo phận này. Sau đó, dù Luciani đã được đề cử cho chức vụ Giám mục nhiều lần nhưng ông đã được không được chọn với lý do sức khoẻ yếu, vóc dáng và cả sự từ chối của ông. Năm 1949, ông xuất bản một cuốn sách có tiêu đề Giáo lí trong những mảnh vỡ. Cuốn sách này là cuốn sách đầu tiên của ông, với nội dung giảng dạy những sự thật của đức tin một cách đơn giản, trực tiếp và dễ hiểu cho tất cả mọi người.

## Giám mục

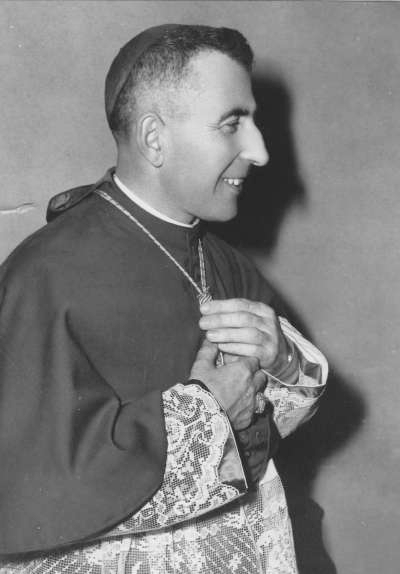
Giám mục Luciani

Vào ngày 15 tháng 12 năm 1958, Luciani được Giáo hoàng Gioan XXIII bổ nhiệm làm Giám mục Vittorio Veneto. Ông đã được cử hành nghi thức truyền chức của các giám mục vào ngày 27 tháng 12 sau đó, với vị chủ phong là Giáo hoàng Gioan XXIII, với các giám mục Bortignon và Gioacchino Muccin tham dự với vai trò các đồng phụ phong. Trong bài diễn văn đầu tiên của mình với giáo dân thuộc giáo phận mới của mình, Luciani đã nói: "Tôi muốn trở thành một giám mục, một người giảng dạy và một đầy tớ"..
Là giám mục, ông đã tham dự vào tất cả các kỳ họp của Công đồng Vatican II (1962-1965). Năm 1958, ông đã quyết định chọn khẩu hiệu giám mục của mình là Humilitas (Khiêm tốn). Tân giám mục đã đến nhận giáo phận của mình sau đó vào ngày 11 tháng 1 năm 1959. Ngày 18 tháng 4 năm 1962, Luciani đã ban hành một bức thư mục vụ có tựa đề "Những ghi chú về Công đồng" nhằm cảnh báo các tín hữu về các cấu trúc thủ tụng tố tụng và mục đích chung của Công đồng, chủ yếu là các vấn đề học thuyết và thực tiễn. Năm 1966, ông đến thăm Burundi ở Đông Phi.
Giữa những năm 1965 và 1969 ông phải đối mặt với sự ly giáo của giáo xứ Montaner: hầu hết tất cả cư dân Montaner, một phần nhỏ (frazione) của Sarmede, đã quyết định từ bỏ giáo thuyết Công giáo và chấp nhận tôn giáo chính thống, bởi vì họ có sự bất đồng lớn với Giám mục Luciani. Dân chúng đã không đồng ý với quyết định của Luciani là bổ nhiệm John Gava làm linh mục mới vào năm 1966 vì mong muốn sự lựa chọn của họ, chứ không phải là người mà Luciani đã quyết định thuyên chuyển. Sau đó, người dân muốn có một thỏa hiệp: chọn lựa vị linh mục phó của giáo xứ, nếu không được chọn linh mục giáo xứ. Nhưng Luciani lại cho biết ngôi làng nhỏ chỉ cần một linh mục, và ông là người duy nhất có quyền bổ nhiệm, thuyên chuyển linh mục. Sau đó, liên tục ông đề nghị các linh mục mới, nhưng mỗi người đều bị người dân từ chối. Cuối cùng, cảnh sát hộ tống vị giám mục đến nhà thờ Montaner, thu hồi lại số Thánh Thể tại đây, sau đó và chờ đợi động thái tiếp theo của họ.
Vào ngày 15 tháng 12 năm 1969, Giám mục Luciani được Giáo hoàng Phaolô VI bổ nhiệm làm Thượng phụ mới của Venice và ông bắt đầu cai quản tổng giáo phận mới của mình vào ngày 3 tháng 2 năm 1970. Ngày 1 tháng 2 năm 1970, ông trở thành công dân danh dự của thị trấn Vittorio Veneto, nơi ông đã từng phục vụ với vị trí giám mục.

### Thượng hội đồng giám mục 1971
Tại Thượng Hội đồng Giám mục được tổ chức tại Rôma năm 1971, nơi mà ông được Giáo hoàng mời đến tham dự, Luciani đề nghị các giám mục tập hợp các giáo phận ở những nước được công nghiệp hóa mạnh mẽ nên từ bỏ khoảng 1% tổng thu nhập của họ cho các quốc gia thuộc thế giới thứ ba, "không phải là khất thực, nhưng cái gì đó là sự thiếu sót với mục đích bù đắp cho những bất công mà thế giới định hướng tiêu dùng của chúng ta đang cam kết hướng tới, "thế giới đang trên đà phát triển" và một cách nào đó sẽ đền bù cho tội lỗi xã hội, mà chúng ta phải nhận thức được".

## Hồng y

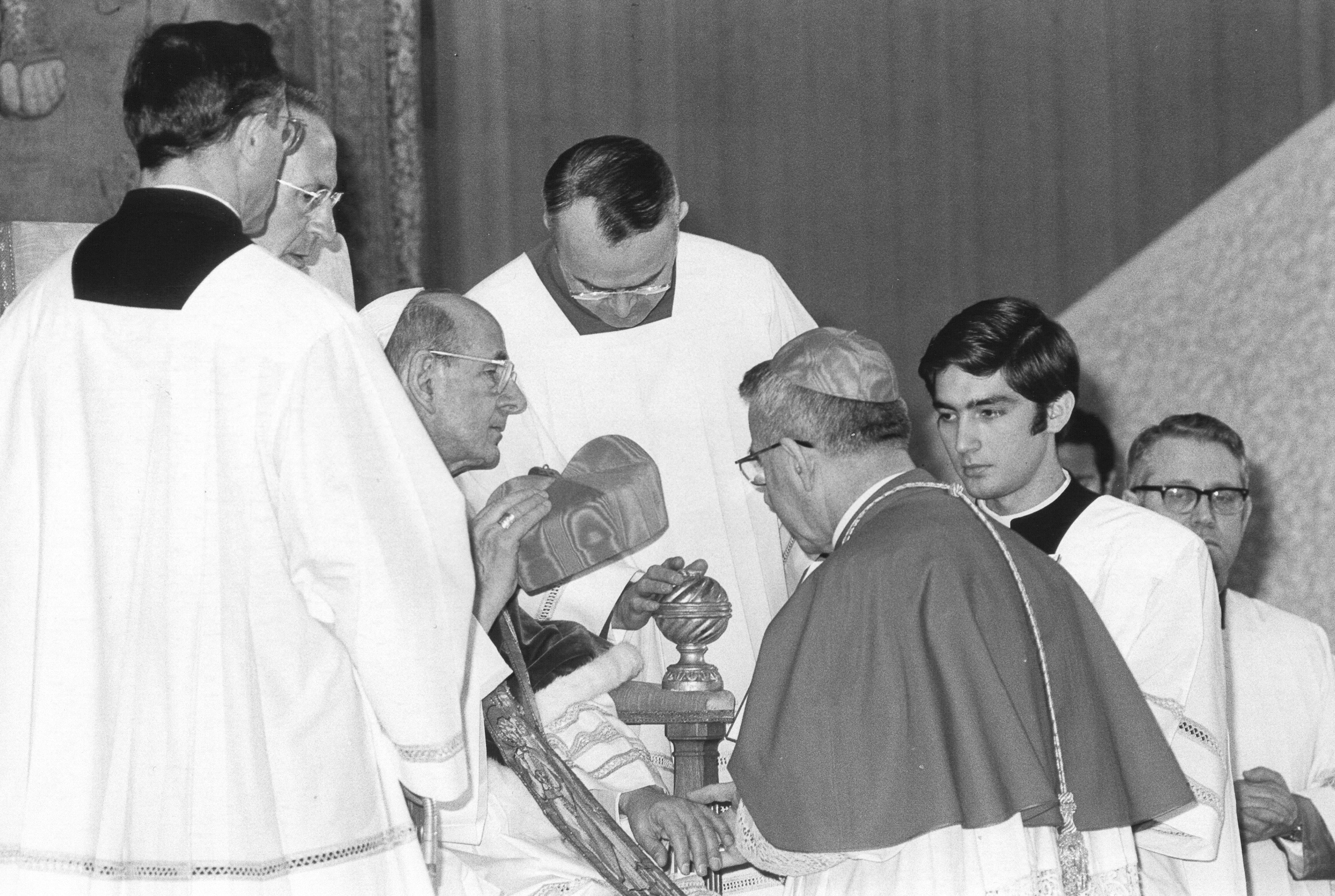
Giáo hoàng Phaolô VI trao mũ cho tân hồng y Luciani năm 1973

Giáo hoàng Phaolô VI vinh thăng Luciani lên hàng ngũ Hồng y, với phẩm trật Hồng y Đẳng linh mục Nhà thờ San Marco, qua công nghị hồng y được tổ chức vào ngày 5 tháng 3 năm 1973.
Trong suốt thời gian làm Tổ phụ của Venice, Luciani đã đụng độ với các linh mục đã ủng hộ tự do hóa ly hôn ở Ý, cuối cùng đã đình chỉ một số trong số họ. Đồng thời, ông chống lại cuộc trưng cầu dân ý năm 1974 hạn chế ly hôn sau khi nó đã được tự do hóa, cảm thấy rằng một động thái như vậy sẽ thất bại và chỉ cần chỉ ra một Giáo hội bị chia rẽ với ảnh hưởng giảm dần.
Năm 1975, Luciani đến Đức tháng 5. Cuối năm đó (6-21 tháng 11), ông viếng thăm Braxin, nơi ông gặp các thành viên của hàng giáo phẩm, trong đó có Hồng y Aloisio Lorscheider. Sau khi trở về Ý, ông bị một khối u trong mắt phải. Vài tháng sau đó, Luciani cũng viếng thăm Fatima. Trong khi ở đó, ông gặp chị Lucia dos Santos, một trong số ba đứa trẻ, những người tuyên bố thấy những hiện thân của Đức Mẹ Maria vào năm 1917, được tôn kính dưới danh hiệu Đức Mẹ Fatima. Khi Hồng y Luciani gặp, bà đã gọi ông là "Giáo hoàng". Lời chào này đã gây sốc cho vị hồng y có tính khiêm tốn. Vào tháng 1 năm 1976, ông xuất bản Illustrissimi, một bộ sưu tập các lá thư do ông viết trong những năm trước, một cách kỳ quặc gửi tới các nhân vật lịch sử và văn học như Dickens, GK Chesterton, Maria Theresa của Áo, Thánh Têrêsa Avila, Goethe, Figaro, Pinocchio, Câu lạc bộ Pickwick, Vua David và Chúa Jesus. Những lá thư viết bằng ngôn từ rõ ràng và đơn giản, nhưng thường là dí dỏm như là một cách để liên hệ các yếu tố của Tin Mừng với cuộc sống hiện đại.
Năm 1975, ông gợi ý rằng sẽ có những hình phạt kỷ luật đối với các linh mục nói lên lợi ích của Đảng Cộng sản hay các nhóm cánh tả khác.
Vào năm 1976, Luciani đã bán một dây chuyền đi kèm thánh giá đeo ngực của giám mục, do Giáo hoàng Gioan XXIII đã trao tặng cho ông (dây chuyền và thánh giá này từng thuộc về Giáo hoàng Piô XII) để quyên góp tiền cho trẻ em bị thương. Ông cũng kêu gọi các linh mục đồng tu ở Venice bán đồ có giá trị của họ để góp phần vào việc này và như một cách để họ sống giản dị và khiêm nhường.
Là Tổ phụ của Venice, Luciani thành lập các phòng khám tư vấn gia đình để giúp đỡ người nghèo đối phó với các vấn đề về hôn nhân, tài chính và tình dục. Ông được xem là một "Mạnh Thường Quân vô địch" của người nghèo và thậm chí ông đã ra lệnh bán vàng trong nhà thờ để cung cấp tiền để giúp trẻ em khuyết tật. Ông cũng chống lại các linh mục công nhân - những người đi làm trong các nhà máy và các cánh đồng để làm việc với giáo dân - và ông cũng chỉ trích các nghiệp đoàn về các cuộc đình công và cuộc biểu tình của công nhân.

## Giáo hoàng

### Cơ mật viện

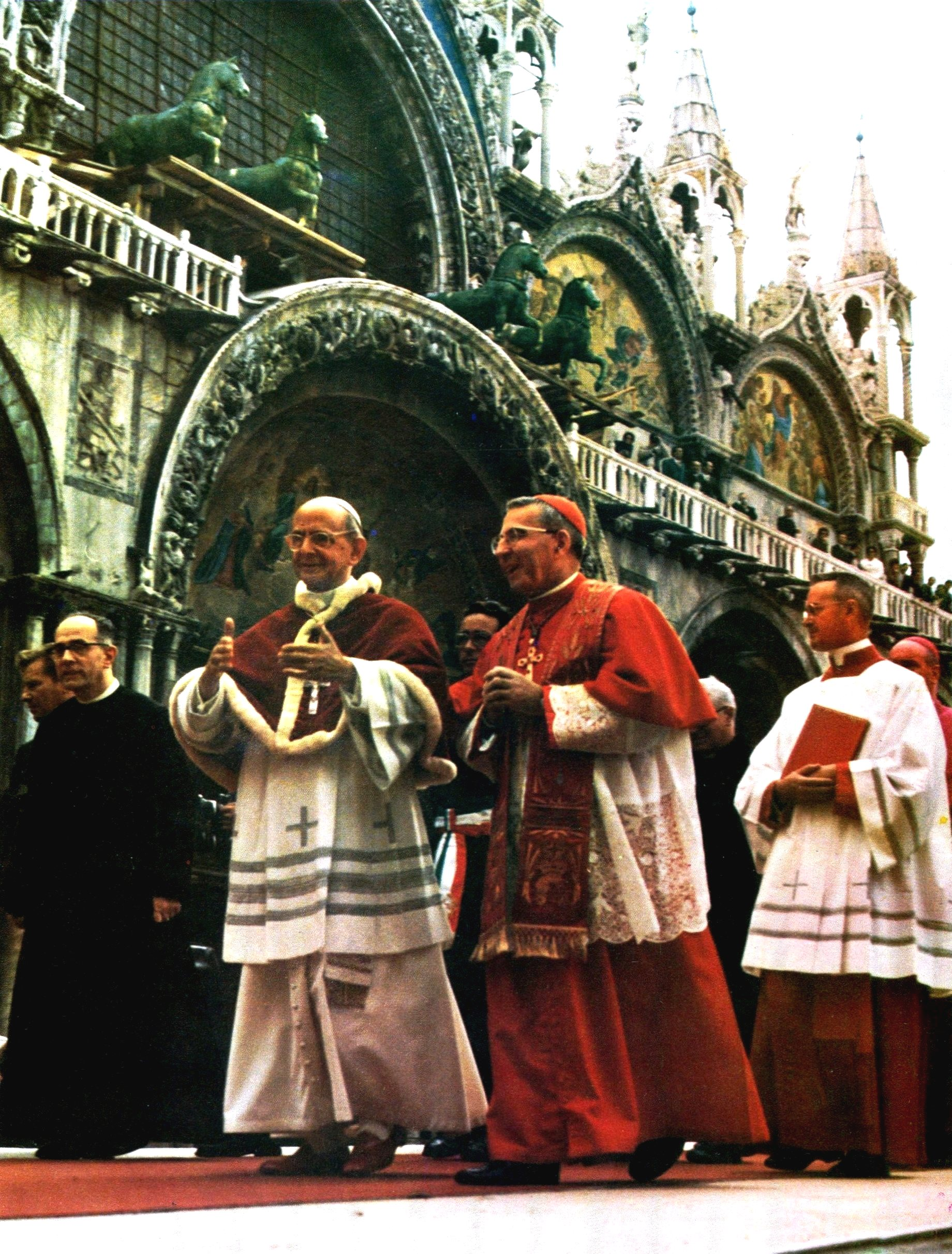
Giáo hoàng Phaolô VI đeo Dây Stola Giáo hoàng lên vai Thượng phụ Venice, Albino Luciani năm 1972

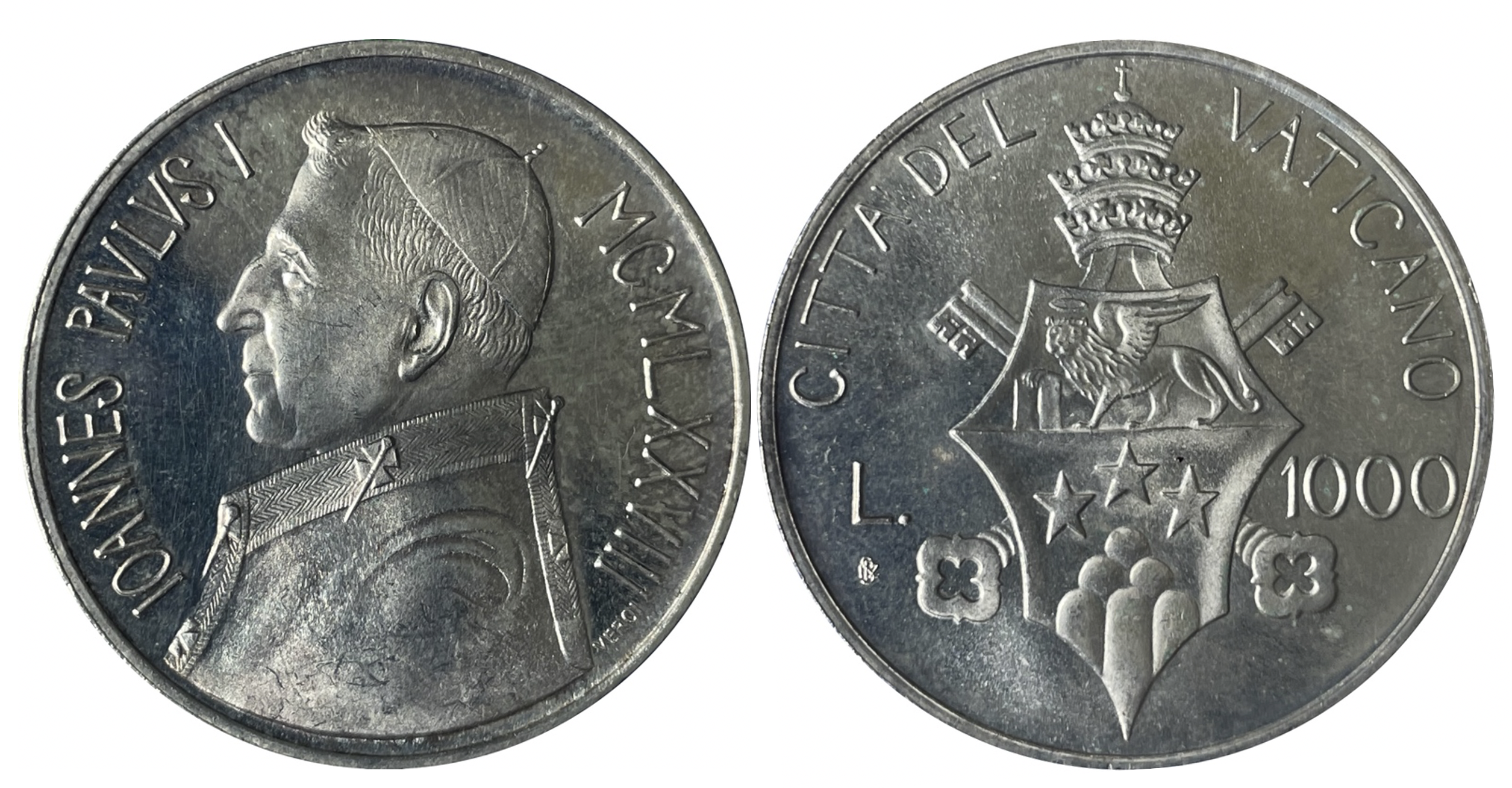
Xu bạc: 1.000 lire với mặt trước là chân dung John Paul I - 1978

Luciani đã đi dự tang lễ của Cố giáo hoàng Phaolô VI và trộn lẫn với đám đông muốn viếng thi hài của vị giáo hoàng. Trong một khoảnh khắc nhất định, ông đã nghĩ ông sẽ chẳng bao giờ tiến lại gần thi hài. Nhưng cuối cùng, vị hồng y đã bị nhận diện, sau đó được dẫn đến một nơi khác và được cung cấp một băng ghế để quỳ xuống và cầu nguyện.
Khi Giáo hoàng Phaolô VI qua đời ngày 6 tháng 8 năm 1978, Hồng y Đoàn đã tăng thêm và càng có tính cách quốc tế hơn. Trước kia, Giáo hoàng Phaolô VI cũng đặt ra luật lệ là các Hồng y trên 80 tuổi sẽ không được tham gia Mật nghị Hồng y bầu Giáo hoàng, tuy vậy số Hồng y dưới 80 tuổi tất cả là 111 vị đã họp bầu tân Giáo hoàng vào tháng 8 năm 1978.
Đây là cuộc bầu Giáo hoàng quan trọng ngay sau Công đồng Vatican II, trong thời đại mà phương tiện du lịch quốc tế mau chóng đưa con người gần lại với nhau hơn, các phương tiện truyền thông cũng đang trên đà phát triển mạnh, cuộc bầu Giáo hoàng lần này kéo sự chú ý của toàn thế giới.
Luciani được triệu tập tới Rôma để bầu ra Tân Giáo hoàng. Luciani không được xem là một papabile tại thời điểm mặc dù đã được đề cập đến trong các bài báo, nhưng một số hồng y đến gặp ông, và đưa ra ý kiến của họ rằng ông sẽ làm một giáo hoàng tốt. Các cử tri không muốn chọn một thành viên của Giáo triều, như Phaolô VI, mà phải là một nhân vật ấm áp và đầy tinh thần mục vụ như Giáo hoàng Gioan XXIII.
Luciani được chọn ở vòng bỏ phiếu thứ tư của Mật nghị Hồng y tháng 8 năm 1978. Luciani trước đó đã nói với thư ký của mình, linh mục Diego Lorenzi và linh mục Prospero Grech (sau này là hồng y), rằng ông sẽ từ chối chức vụ giáo hoàng nếu được bầu, và ông dự định bỏ phiếu cho Hồng y Alois Lorscheider, người mà ông đã có dịp gặp ở Brazil. Hồng y Jaime Sin của Philippin nói với hồng y Luciani: "Ngài sẽ trở thành tân giáo hoàng".
Sau khi được Hồng y Jean-Marie Villot hỏi rằng liệu ông có chấp nhận cuộc bầu cử của mình, Luciani trả lời:"Cầu xin Thiên Chúa tha thứ cho Ngài về những gì Ngài đã làm", và đã chấp nhận cuộc bầu cử. Sau khi được bầu, khi Hồng y Sin đến biểu lộ sự kính trọng với tân giáo hoàng, vị tân giáo hoàng nói với hồng y này: "Ngài là một vị tiên tri, nhưng triều đại của tôi sẽ là một triều đại ngắn". Trên ban công của Vương cung Thánh đường Thánh Phêrô, vị hồng y Pericle Felici tuyên bố rằng các hồng y đã chọn Hồng y Albino Luciani, Thượng phụ Venice, trở thành Giáo hoàng Gioan Phaolô I. Với danh hiệu Giáo hoàng là Gioan Phaolô, là lần đầu tiên trong lịch sử các giáo hoàng mà một vị giáo hoàng quyết định đã chọn một cái tên kép. Trong một thông báo tiếp theo của sứ thần, Tân Giáo hoàng đã giải thích rằng tên kép đã được chọn để biết ơn hai vị tiền nhiệm trước của ngài: Gioan XXIII, người đã chọn lựa ông làm giám mục và Phaolô VI, người đã chọn ông vào vị trí Thượng phụ Venice và vinh thăng Hồng y. Ông cũng là vị giáo hoàng đầu tiên tự cho mình là "Người đầu tiên" với cái tên được chọn. (Giáo hoàng Phanxicô, người được bầu vào năm 2013, cũng đã lấy một danh hiệu giáo hoàng chưa từng sử dụng trước đây nhưng rõ ràng đã từ chối không muốn được gọi là "Người đầu tiên").
Sau cuộc bầu cử, Tân giáo hoàng đã chia sẻ với anh trai Edoardo của mình rằng ý nghĩ đầu tiên của ông là tự gọi mình là "Giáo hoàng Piô XIII" để tôn vinh Giáo hoàng Piô XI, nhưng ông đã từ bỏ ý tưởng này, lo lắng rằng các thành viên theo truyền thống của Giáo hội có thể khai thác sự lựa chọn của tên triều đại giáo hoàng.
- Các nhà quan sát đã đánh giá rằng sự lựa chọn Hồng y Luciani là một thỏa hiệp để đáp ứng các sự chia rẽ tin đồn giữa các nhóm hồng y dường như là đối địch trong Hồng y Đoàn:[15]

- Những hồng y bảo thủ và các Hồng y làm việc tại Giáo triều Rôma ủng hộ Hồng y Giuseppe Siri, người đã ủng hộ một cách giải thích bảo thủ hơn hoặc thậm chí đảo ngược các ý tưởng gây tranh cãi đang được thăng tiến như "trong tinh thần Vatican II" nhưng thực tế chưa bao giờ được thảo luận tại Công đồng gần đây.
- Những người ủng hộ cách giải thích tự do hơn về các cuộc cải cách của Công đồng Vatican II cùng với một số hồng y người Ý đã ủng hộ Hồng y Giovanni Benelli, người đã tạo ra một số phe đối lập do những xu hướng "tự trị".
- Các hồng y trong Hội hồng Thập tự Quốc tế, có chọn lựa vượt ra ngoài những người Ý đang trải qua ảnh hưởng giảm sút, như Hồng y Karol Wojtyla.

Bản thân vị Tân Giáo hoàng cũng đã giải thích về tông hiệu giáo hoàng của mình ngay ngày hôm sau trong buổi gặp gỡ đầu tiên với dân chúng tại Quảng trường Thánh Phêrô. Ông nói: 
| “                           | Tôi nhận tên là Gioan, để nhớ Ðức Gioan XXIII, đã bổ nhiệm tôi làm Giám mục giáo phận Vittorio Veneto, và Phaolô, để nhớ Ðức Phaolô VI, đã đặt tôi làm Hồng Y. Không phải tôi có "sự khôn ngoan" như Ðức Gioan XXIII và sự thông thái như Ðức Phaolô VI. Nhưng tôi kế vị các ngài thì tôi sẽ quyết tâm theo đường lối Công đồng mà các ngài đã khởi xướng. | ” |
| — Giáo hoàng Gioan Phaolô I | |   |

Trong những ngày sau cuộc họp, các hồng y thường cảm thấy vui sướng khi tiếp xúc với Tân Giáo hoàng Gioan Phaolô I, một số người vui vẻ nói rằng họ đã chọn được "ứng cử viên của Thiên Chúa". Hồng y người Argentina Eduardo Francisco Pironio phát biểu:"Chúng tôi là nhân chứng của một phép lạ về đạo đức." Mẹ Teresa, bình luận về Tân Giáo hoàng:"Ngài là món quà lớn nhất của Thiên Chúa, một tia mặt trời của tình yêu Thiên Chúa chiếu sáng trong bóng tối của thế giới ". Hồng y Hume Basil của Anh tuyên bố:"Một khi đã xảy ra, dường như hoàn toàn và hoàn toàn đúng... Chúng tôi cảm thấy như thể tay của chúng tôi đang được hướng dẫn khi chúng tôi viết tên Ngài trên phiếu bầu".
Một sự kiện kịch tính, ngay sau cuộc bầu cử, xảy ra khi vị lãnh đạo phái đoàn của Nhà thờ Chính thống Nga, Thượng phụ Nikodim (Rotov) của Leningrad, đã suy sụp và qua đời sau một buổi lễ vào ngày 5 tháng 9 năm 1978. Tân Giáo hoàng mới ngay lập tức đến và cầu nguyện cho ông.

## Sức khỏe
Sức khỏe của Giáo hoàng Gioan Phaolô I kém từ tuổi thiếu niên và công việc to lớn đã đè lên vai ông. Tuy nhiên, khi tin Gioan Phaolô I qua đời được loan báo, những lời đồn vô căn cứ đã được tung ra. Như trong một tác phẩm luận chiến, David Yallop (Au nom de Dieu, Bourgeois 1984) đã cho rằng Giáo hoàng bị hồng y Villot và đức ông Marcinkus đánh thuốc độc, thật vậy, thi hài của ông không hề được mổ ra. Người ta đã tìm được trong các giấy tờ của cố giáo hoàng văn bản bãi nhiệm hồng y Villot chỉ còn chờ một chữ ký của chính giáo hoàng. Một tình huống tương tự được đề cập và xuất hiện trong phim "Le Parrai 3".

## Qua đời

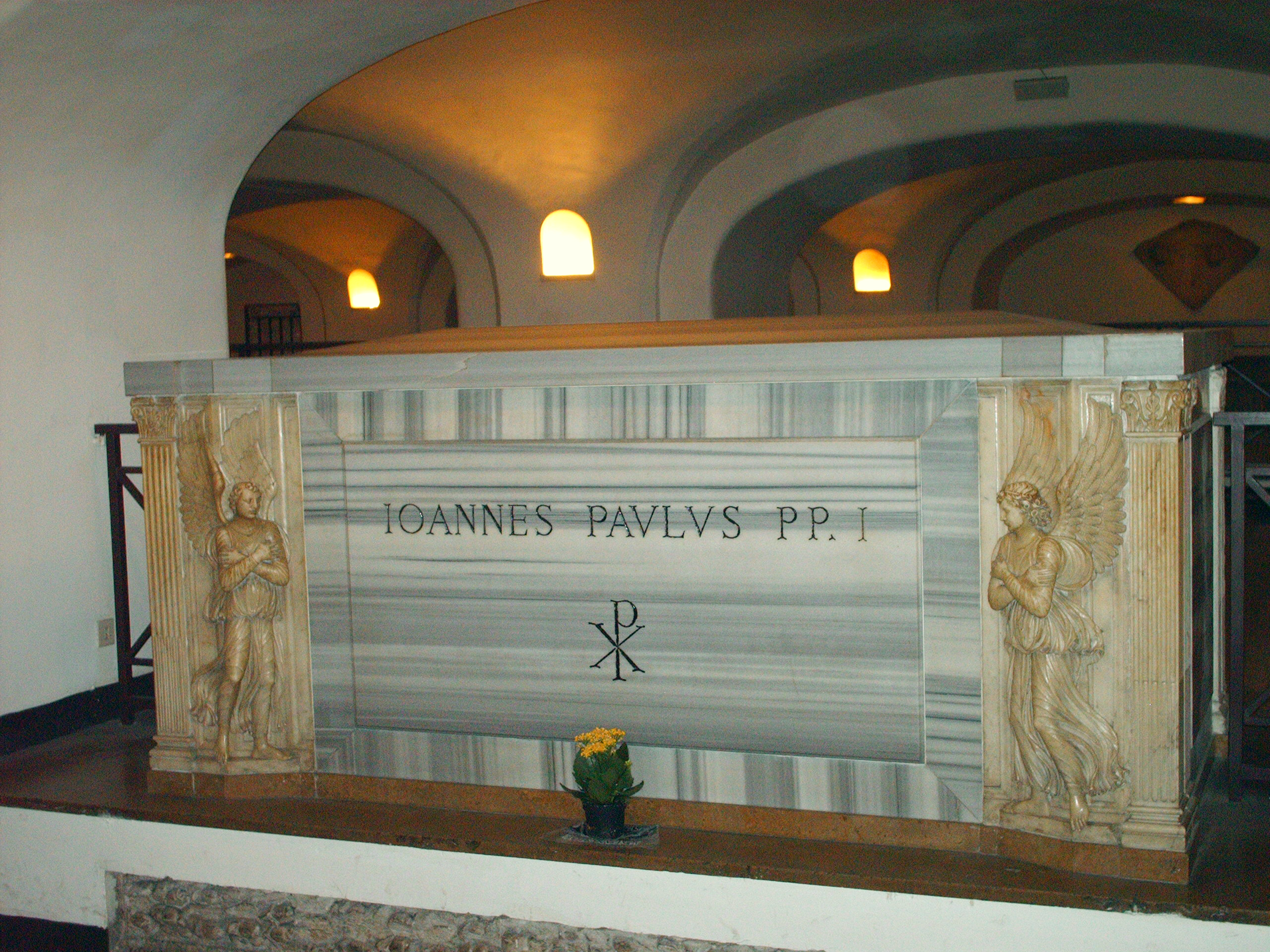
Phần mộ giáo hoàng Gioan Phaolô I bên dưới Vương cung thánh đường thánh Phêrô

Vào ngày 29 tháng 9 năm 1978, sau 33 ngày trong chức vụ giáo hoàng, Giáo hoàng Gioan Phaolô I qua đời, trong trạng thái còn nằm trên giường, với một cuốn sách mở ra bên cạnh ông, và đèn đọc sách vẫn còn sáng. Theo một bác sĩ của Vatican, có lẽ ông đã chết khoảng 23 giờ [...] do một cơn đau tim "xảy ra vào ngày 28 tháng 9".
Theo thông tin chính thức từ Vatican thì cái chết của Giáo hoàng Gioan Phaolô I đã được phát hiện bởi Đức ông John Magee, thư ký người Ái Nhĩ Lan của Giáo hoàng. Giáo hoàng đã qua đời khi đang đọc cuốn "Noi gương Chúa Giêsu" của Thomas Kempis thế kỷ XV. Tuy nhiên, theo một số nguồn khác thì cái chết của ông được phát hiện bởi sơ Vincenzina. Cuộc kiểm tra của bác sĩ Reneto Buzzonetti về cái chết của Giáo hoàng bị một số người cho là vội vã. Thông cáo của Tòa thánh cho rằng ông đã chết vì một cơn đau tim nhưng những người thân và bạn hữu của ông lại cho rằng nguyên nhân thật sự của cái chết có thể là do tắc động mạch phổi. Cố giáo hoàng được an nghỉ trong phần mộ bên dưới Vương cung thánh đường Thánh Phêrô ở Rôma.
Lễ tang của Gioan Phaolô I được tổ chức tại Quảng trường Thánh Phêrô vào ngày 4 tháng 10 năm 1978, do Hồng y Carlo Confalonieri cử hành. Trong diễn văn ca ngợi về vị giáo hoàng quá cố, Hồng y này mô tả Gioan Phaolô I như một sao chổi nhấp nháy, làm tỏa sáng Giáo hội Công giáo.
Trước đó, khoảng 10 giờ tối vào đêm ông qua đời, Giáo hoàng đã biết rằng một số tân thành viên phát xít trẻ tuổi đã bắn một nhóm thanh thiếu niên đọc tờ L'Unità, tờ báo Cộng sản, bên ngoài một văn phòng của Đảng này tại Rome. Một cậu bé đã bị giết trong khi một người khác bị thương nghiêm trọng. Đức giáo hoàng than thở với John Magee, "Ngay cả những đứa trẻ cũng đang giết nhau." Giáo hoàng này sau đó đã đi nghỉ ngơi để đọc quyển sách Noi gương Chúa Kitô trên giường.
Có một vài thuyết âm mưu liên quan đến cái chết của ông.

## Đánh giá
Nhân dịp kỷ niệm 25 năm ngày Giáo hoàng Gioan Phaolô I đắc cử (26/8/1978 – 26/8/2003), Giáo hoàng Gioan Phaolô II - người kế vị ông đã nói:
| “                            | Ngài là một vị thầy của đức tin trong sáng, không vướng bận những bụi nhơ theo thời chóng qua và trần tục. Ngài đã cố gắng thích nghi những lời giảng dạy theo cảm tính của dân chúng, nhưng đồng thời vẫn duy trì luôn sự trong sáng rõ ràng của giáo lý và sự áp dụng giáo lý vào trong cuộc sống đúng theo đức tin. (...) Lời ngài nói và chính con người ngài đã đi sâu vào trong tâm hồn của tất cả mọi người, và vì thế tin về cái chết bất ngờ của ngài trong đêm tối ngày 28 tháng 9 năm 1978, là điều hết sức bất ngờ. Không còn nữa nụ cười của vị chủ chăn sống gần gũi với dân chúng; ngài biết đối thoại với nền văn hóa và thế giới, một cách an bình và quân bình. | ” |
| — Giáo hoàng Gioan Phaolô II | |   |

## Tiến trình tuyên thánh

### Tiến trình cấp giáo phận
Tiến trình phong thánh cho Gioan Phaolô I chính thức bắt đầu vào năm 1990 với lời thỉnh cầu của 226 giám mục Brazil, trong đó có bốn hồng y. Lời đề nghị này đã được chuyển thẳng đến Giáo hoàng Gioan Phaolô II.
Vào ngày 26 tháng 8 năm 2002, Giám mục Vincenzo Savio đã thông báo bắt đầu giai đoạn sơ bộ để thu thập các tài liệu và lời chứng cần thiết để bắt đầu quá trình tuyên thánh. Vào ngày 8 tháng 6 năm 2003, Thánh bộ Tuyên Thánh đã đồng ý với việc này và vào ngày 17 tháng 6 đã công bố công khai tiến trình phong chân phước cho cô giáo hoàng từ Rôma đến Belluno-Feltre trong khi tuyên bố Giáo hoàng Gioan Phaolô I là một Tôi tớ Chúa sau khi tuyên bố "nihil obstat" (không có gì ngăn trở). Vào ngày 23 tháng 11, vào ngày Lễ Chúa Kitô Vua, quy trình giáo phận chính thức được mở ra tại Nhà thờ chính tòa Belluno với Hồng y José Saraiva Martins phụ trách và chủ sự các nghi thức khai mạc tiến trình. Cuộc điều tra của giáo phận sau đó đã kết thúc vào ngày 11 tháng 11 năm 2006 tại Belluno với tất cả các bằng chứng thu thập được gửi cho C.C.S. và được phê chuẩn vào ngày 13 tháng 6 năm 2008. Ngày 13 tháng 6 năm 2008, Vatican bắt đầu giai đoạn "Tòa Thánh" của tiến trình phong chân phước cho Gioan Phaolô I, trong đó họ sẽ đánh giá các tài liệu và lời khai của nhân chứng thu thập được trong cuộc điều tra của giáo phận.

### Giai đoạn tại Tòa Thánh
Các tài liệu liên quan đến các sự việc này được chuyển cho vị Tổng trưởng của Thánh bộ Tuyên Thánh của Giáo triều Rôma, Hồng y Angelo Amato vào ngày 17 tháng 10 năm 2012, trùng với ngày kỷ niệm trăm năm ngày sinh của cố Giáo hoàng, với một tập hồ sơ Positio lớn (bao gồm của một tiểu sử và các tài liệu điều tra vào đức hạnh) để kiểm tra những thuận và chống của các sự việc. Việc này đã bị trì hoãn do những người ủng hộ án phong chân phước muốn kiểm tra lại tất cả các tài liệu. Trong một đám đông tại Belluno vào ngày 20 tháng 7 năm 2014, Hồng y Tarcisio Bertone tuyên bố rằng nguyên nhân của việc phong chân phước đã được định trước. Hồng y này nhấn mạnh rằng Positio sẽ được công bố đưa ra vào tháng 9 năm 2014. Nhưng hồ sơ đã không phải bị đệ trình cho C.C.S. cho đến ngày 17 tháng 10 năm 2016. Hồ sơ này gồm có năm tập với khoảng 3600 trang tài liệu.
Vào ngày 27 tháng 8 năm 2015, Giám mục Giuseppe Andrich tuyên bố rằng Gioan Phaolô I sẽ sớm được phong chân phước. Trong một bài giảng trong Thánh lễ tại Canale d'Agordo, quê hương của Luciani, trong dịp kỷ niệm 37 năm của mật nghị chọn hồng y này làm giáo hoàng, Andrich cho biết các giáo sĩ có thẩm quyền trong Giáo hội đã kết luận cuộc điều tra về các nhân đức anh hùng của Luciani. Sau khi kết thúc "Positio" (tổng cộng 3652 trang), họ nhận được một số thông điệp khẳng định kinh nghiệm cá nhân về sự thánh thiện của Luciani, bao gồm cả một tấm thiệp viết tay của Giáo hoàng Biển Đức XVI. Lời khai của một Giáo hoàng hay một cựu giáo hoàng trong việc xem xét một ứng cử viên cho một ứng viên là vô cùng bất thường. Giáo hoàng Bênêđíctô XVI dường như cũng đã cho phép bỏ yêu cầu của phép lạ trong trường hợp của Giáo hoàng "Luciani".
Để xác định vị giáo hoàng có nên hay không được tuyên bố là Chân phước, các nhà thần học và các thành viên của Bộ Nguyên tắc Thánh phải xác định xem cố Giáo hoàng có cuộc sống nhân đức anh hùng hay không. Cuộc họp này diễn ra vào ngày 1 tháng 6 năm 2017, trong đó các nhà thần học nhất trí thông qua thực tế là vị giáo hoàng trong thời kỳ cuối đời thực hiện các đức tính với mức độ anh hùng. Các vị hồng y và giám mục thảo luận về án phong chân phước vào ngày 7 tháng 11 năm 2017 và đã tuyên bố nhất trí với án tuyên phong này.
Giáo hoàng Phanxicô sau đó xác nhận cho Gioan Phaolô I là Đấng đáng kính vào ngày 8 tháng 11 năm 2017 sau khi xác nhận đức tính anh hùng của cố giáo hoàng. Cố giáo hoàng đã được phong chân phước vào ngày 4 tháng 9 năm 2022.